# Schweichler Berg
Der Schweichler Berg (auch Schweichelner Berg) ist mit 165 m ü. NHN die höchste Erhebung in der ostwestfälischen Gemeinde Hiddenhausen im Kreis Herford.
Der Berg ist nach dem Hiddenhauser Ortsteil Schweicheln-Bermbeck benannt. Über einen Berggrat ist er mit einem weiteren Nebengipfel (163 m ü. NHN) verbunden. Der Berg bildet zusammen mit dem Homberg, der östlich, also auf der anderen Seite der Werre liegt, den nordwestlichsten Vorsprung des Lipper Berglands, das hier weit in das Ravensberger Hügelland hineinreicht. Es gibt Forderungen in der Region, die Bundesstraße 239 durch einen Tunnel unter dem Schweichler Berg hindurchzuführen.
Im Waldgelände des Schweichelner Berges befindet sich ein sagenumwobenes Waldgrab.